# Johan 2. af Holsten
Johan II "den enøjede" (tysk: Johann "der Einäugige", født omkring 1253, død 1320 eller 1322) søn af greve Johan I af Holsten (død 1263) og Elisabet af Sachsen (død 1293/1306), var greve af Holsten-Kiel. Han var i begyndelsen greve af Holsten-Stormarn-Wagrien-Schauenburg. I 1273 blev grevskabet delt mellem ham og hans broder Adolf V, og Johan fik da Kiel. Efter Adolfs død 1308 overtog han også dennes andel Segeberg. Johan giftede sig i 1276 med den danske konge Christoffer I's og dennes hustru Margrethe Sambirias datter Margrethe (død 1306) og fik med henne sønnerne Christoph (død 1313 eller 1315) og Adolf VII (myrdet 1315).